# 反佔中大遊行

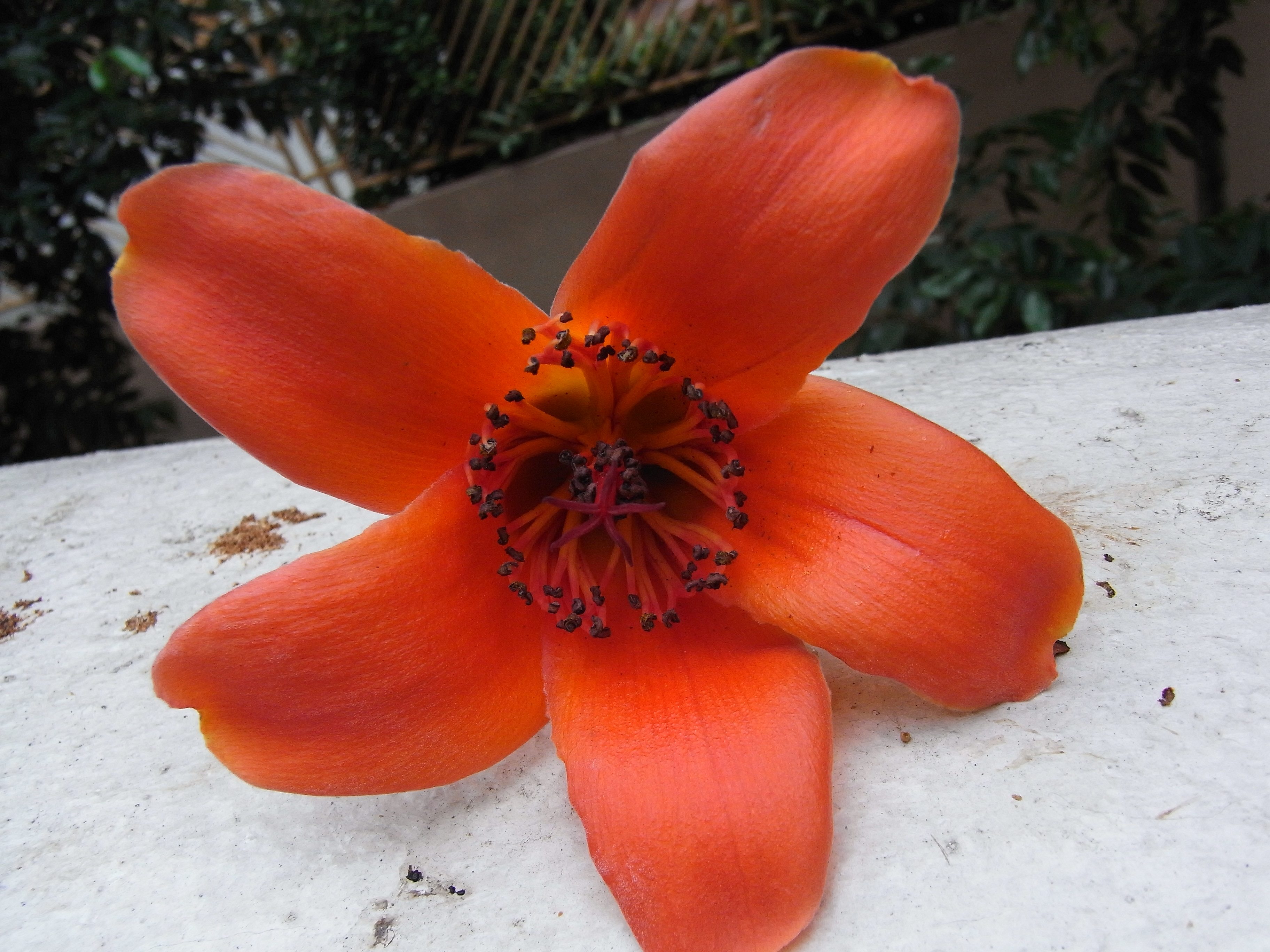
817大遊行以紅色木棉花為號

「8.17 保普選反佔中大遊行」是於2014年8月17日由香港親建制派發起的示威遊行，活動於星期日早上及下午舉行，以維多利亞公園為起點，以中環遮打道為終點，表態支持香港政治制度改革，以及反對佔領中環；支持自由、民主、法治及多元文化種族共融等香港核心價值，也珍惜香港經濟的成就。組織者表示佔領中環損害香港經濟，認為會打擊香港物流業、旅遊業、展覽業等經濟產值及阻礙市民上班上學。前香港科技大學經濟學係教授雷鼎鳴撰文，指「如果中環真被『癱瘓』一天，港人要損失16億元」，包括中環作業的金融、銀行、零售及酒店等。
反佔中遊行參與人數，據香港大學民意研究計劃估算約7.9萬至8.8萬人，香港大學社會工作及社會行政系教授葉兆輝推算5.2萬至6.3萬人，香港警方估算達11萬人，主辦方則表示有19萬人。

## 爭議

### 收錢遊行
遊行開始前，有線電視的記者與攝影師以「放蛇」方式參加了香港青年會的遊行隊伍。兩人在前往維園的旅遊巴上獲派放250元的車馬費，並被指示「不要在現場提及，袋了便算」。遊行前，至少7間鄰近維園的酒樓，共有逾200圍被遊行團體預訂，其中4間更是「包場」，為遊行人士提供午餐。每圍介乎1600元至3000多元不等。

### 有參加遊行人士不清楚遊行目的
遊行期間，有線電視於維園訪問了多名遊行人士，有人稱不識字不知道遊行目的，亦有人答出「香港平安大吉」。及後有年輕女士先以不正的廣東話稱「過嚟玩」，記者追問下則以普通話回答「購物」。片段後來引發網民惡搞大陸人購物成「鳩嗚」。

### 遊行後遺下大量垃圾
遊行後，遊行隊伍在街道上遺下大量垃圾，食環署收集到達6.5公噸垃圾。

### 召集人擁有「居英權」
「保普選反佔中大聯盟」召集人周融被媒體揭露擁有「居英權」，他解釋這是買保險。周融原先表示不放棄居英權，後來又表示願意放棄居英權。

## 參與遊行者
據明報報導，在參與遊行的1547個團體中，同鄉會團體多達315個，佔總數20.4%，其他較大的團體類別分別是地區組織（15.5%）、商會（10.1%）、工聯會與其他工會（10.1%），以及內地學校在港的校友會（8.9%）。
- 盛智文
- 民建聯
- 新民黨
- 工聯會
- 同鄉會

## 反佔中組織
反佔中組織是抗衡香港民主運動「佔領中環」（亦稱「雨傘運動」）的組織。下列是部份參與組織：
- 「保普選反佔中」大聯盟
- 幫港出聲
- 愛港之聲
- 愛護香港力量
- 保衛香港運動
- 同心護港
- 珍惜群組
- 正義聯盟
- 藍絲帶運動
- 撐警大聯盟

上述組織有香港親共人士加入，亦得到建制派政黨支持。

## 相關
- 周融
- 日峰行動
- 特別戰術小隊

## 外部連結
- Facebook官方專頁
- D100 電台主持伍家廉，出席反佔中遊行後，被解僱